# Аревашат
Аревашат (арм. Արևաշատ) — село в Армавирской области Армении.

## География
Село расположено в восточной части марза, вблизи Международного аэропорта Звартноц, на расстоянии 36 километров к востоку от города Армавир, административного центра области. Абсолютная высота — 853 метра над уровнем моря.
Климат
Климат характеризуется как семиаридный (BSk в классификации климатов Кёппена). Среднегодовая температура воздуха составляет 12,5 °C. Средняя температура самого холодного месяца (января) составляет −2,7 °С, самого жаркого месяца (июля) — 25,9 °С. Расчётная многолетняя норма атмосферных осадков — 295 мм. Наибольшее количество осадков выпадает в мае (49 мм).

## Население
| Год переписи | Население          | Население          | Население          | Население            | Население            | Население            |
| Год переписи | Наличное население | Наличное население | Наличное население | Постоянное население | Постоянное население | Постоянное население |
| Год переписи | Всего              | Мужчины            | Женщины            | Всего                | Мужчины              | Женщины              |
| ------------ | ------------------ | ------------------ | ------------------ | -------------------- | -------------------- | -------------------- |
| 2001         | 1413               | 700                | 713                | 1508                 | 767                  | 741                  |
| 2011         | 1489               | 723                | 766                | 1917                 | 940                  | 977                  |